# Lista de vereadores de Euclides da Cunha (Bahia)
Esta é a lista de vereadores de Euclides da Cunha, município brasileiro do estado do Bahia.